# Ruslan Perechoda
Ruslan Jurijowytsch Perechoda (ukrainisch Руслан Юрійович Перехода; * 18. Juli 1987 in Staryj Saltiw, Ukrainische SSR, Sowjetunion) ist ein ehemaliger ukrainischer Skilangläufer.

## Werdegang
Perechoda nahm von 2009 bis 2022 vorwiegend am Eastern Europe Cup teil. Sein erstes Weltcuprennen lief er im Februar 2012 in Moskau, welches er mit dem 60. Rang im Sprint beendete. Im Februar 2013 holte er in Sotschi mit dem 26. Platz im Sprint seine ersten und einzigen Weltcuppunkte. Seine besten Resultate bei den nordischen Skiweltmeisterschaften 2013 im Val di Fiemme waren der 65. Platz im Sprint und der 17. Rang in der Staffel. Bei den Olympischen Winterspielen 2014 in Sotschi belegte er den 50. Platz im Sprint und den 20. Rang im Teamsprint. Seine besten Resultate bei den nordischen Skiweltmeisterschaften 2015 in Falun waren der 56. Platz im Sprint und der 17. Rang mit der Staffel. In der Saison 2016/17 errang er den 18. Platz in der Gesamtwertung des Eastern Europe Cup. Dabei holte er im Dezember 2016 im Sprint in Syanki seinen ersten Sieg. Bei den nordischen Skiweltmeisterschaften 2017 in Lahti belegte er den 77. Platz über 15 km klassisch, den 49. Rang im Sprint und den 16. Platz zusammen mit Oleksij Krassowskyj im Teamsprint. Im Februar 2019 lief er bei den nordischen Skiweltmeisterschaften in Seefeld in Tirol auf den 59. Platz im 50-km-Massenstartrennen und auf den 14. Rang mit der Staffel. Im Jahr 2021 belegte er bei den nordischen Skiweltmeisterschaften in Oberstdorf den 79. Platz über 15 km Freistil, den 63. Rang im Sprint und den 21. Platz im Teamsprint. Bei den Rollerski-Weltmeisterschaften 2021 im Val di Fiemme gewann er zusammen mit Oleksij Krassowskyj die Bronzemedaille im Teamsprint. Seine besten Resultate bei den Olympischen Winterspielen 2022 in Peking, wo er an vier Rennen teilnahm, waren der 46. Platz im Sprint und der 17. Rang im Teamsprint.

## Siege bei Continental-Cup-Rennen
| Nr. | Datum             | Ort    | Disziplin       | Serie              |
| --- | ----------------- | ------ | --------------- | ------------------ |
| 1.  | 22. Dezember 2016 | Syanki | Sprint Freistil | Eastern Europe Cup |

## Teilnahmen an Weltmeisterschaften und Olympischen Winterspielen

### Olympische Spiele
- 2014 Sotschi: 20. Platz Teamsprint klassisch, 50. Platz Sprint Freistil
- 2022 Peking: 17. Platz Teamsprint klassisch, 46. Platz Sprint Freistil, 64. Platz 30 km Skiathlon, 78. Platz 15 km klassisch

### Nordische Skiweltmeisterschaften
- 2013 Val di Fiemme: 17. Platz Staffel, 19. Platz Teamsprint Freistil, 65. Platz Sprint klassisch, 67. Platz 15 km Freistil
- 2015 Falun: 17. Platz Staffel, 19. Platz Teamsprint Freistil, 56. Platz Sprint klassisch, 73. Platz 15 km Freistil
- 2017 Lahti: 15. Platz Staffel, 16. Platz Teamsprint klassisch, 48. Platz Sprint Freistil, 75. Platz 15 km klassisch
- 2019 Seefeld in Tirol: 14. Platz Staffel, 59. Platz 50 km Freistil Massenstart
- 2021 Oberstdorf: 21. Platz Teamsprint Freistil, 63. Platz Sprint klassisch, 79. Platz 15 km Freistil

### Rollerski-Weltmeisterschaften
- 2015 Val di Fiemme: 5. Platz Teamsprint Freistil, 12. Platz 25 km Freistil Massenstart, 13. Platz Sprint Freistil, 19. Platz 10 km klassisch
- 2019 Madona: 9. Platz Teamsprint Freistil, 19. Platz 20 km Freistil Massenstart
- 2021 Val di Fiemme: 3. Platz Teamsprint Freistil, 13. Platz 16 km Freistil